# Isaiah McKenzie
Isaiah McKenzie (Miami, Florida; 9 de abril de 1995) apodado Lil Dirty, es un jugador profesional estadounidense de fútbol americano, se desempeña en la posición de wide receiver en Indianapolis Colts, en la National Football League (NFL).

## Carrera
Fue parte del plantel de Denver Broncos durante dos temporadas (2017-2018), después estuvo cinco temporadas en Buffalo Bills (2018-2023) y lleva una temporada en Indianapolis Colts, donde comenzó a jugar en 2023.